# تورزا، شهرستان لوبلینیک
تورزا، شهرستان لوبلینیک (به لاتین: Turza, Lubliniec County) یک منطقهٔ مسکونی در لهستان است که در Gmina Herby واقع شده‌است.

## خصوصیات
تورزا ۲ نفر جمعیت دارد.